# آی‌پد (نسل اول)
آی‌پد (به انگلیسی: iPad) اولین نسخه لوح‌رایانهٔ از نسل آی‌پدها ساخت شرکت اپل است. این رایانه که از سیستم عامل IOS بهره می‌برد، تنها دارای یک صفحهٔ نمایشگر چند لمسی ۹٫۷ اینچی با دقت بالا است و کاربری آن با انگشتان دست امکان‌پذیر است.
آی‌پد ۱ برای نخستین بار در روز ۷ بهمن ۱۳۸۸ (۲۷ ژانویه ۲۰۱۰) توسط استیو جابز معرفی شد. این دستگاه از اواخر ماه مارس سال ۲۰۱۰ برای فروش به بازار عرضه شد.